# 沈黎郡
沈黎郡（しんれい-ぐん）は、中国にかつて存在した郡。前漢および南北朝時代の一時期に、現在の四川省中部に設置された。

## 概要
元光年間、漢の武帝が司馬相如を莋・邛・斯楡の地に派遣し、1都尉と10県あまりを置き、蜀郡に属させた。紀元前111年（元鼎6年）、武帝が莋侯を殺害させ、莋都の地に沈黎郡を立てた。紀元前97年（天漢4年）、沈黎郡は廃止され、蜀郡に併合された。
晋の永嘉年間、成漢の李雄が漢嘉郡と蜀郡を分割して、沈黎郡と漢原郡を立てた。347年（永和3年）、桓温が成漢を滅ぼすと、沈黎郡と漢原郡は廃止されて、南陰平郡・晋原郡・寧蜀郡・始寧郡の4郡が置かれた。
南朝宋の永初年間に沈黎郡が再び立てられ、沈黎郡は城陽・蘭・旄牛および名称不明の県ひとつの4県を管轄した。
南朝斉のとき、沈黎獠郡が置かれて、蠶陵県を管轄した。